# Wemba ossiannilssoni
Wemba ossiannilssoni är en insektsart som beskrevs av Irena Dworakowska 1974. Wemba ossiannilssoni ingår i släktet Wemba och familjen dvärgstritar. Inga underarter finns listade i Catalogue of Life.